# Phönix-Haus

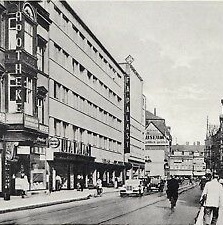
Phönix-Haus mit UFA-Palast Erfurt (ca. 1928)

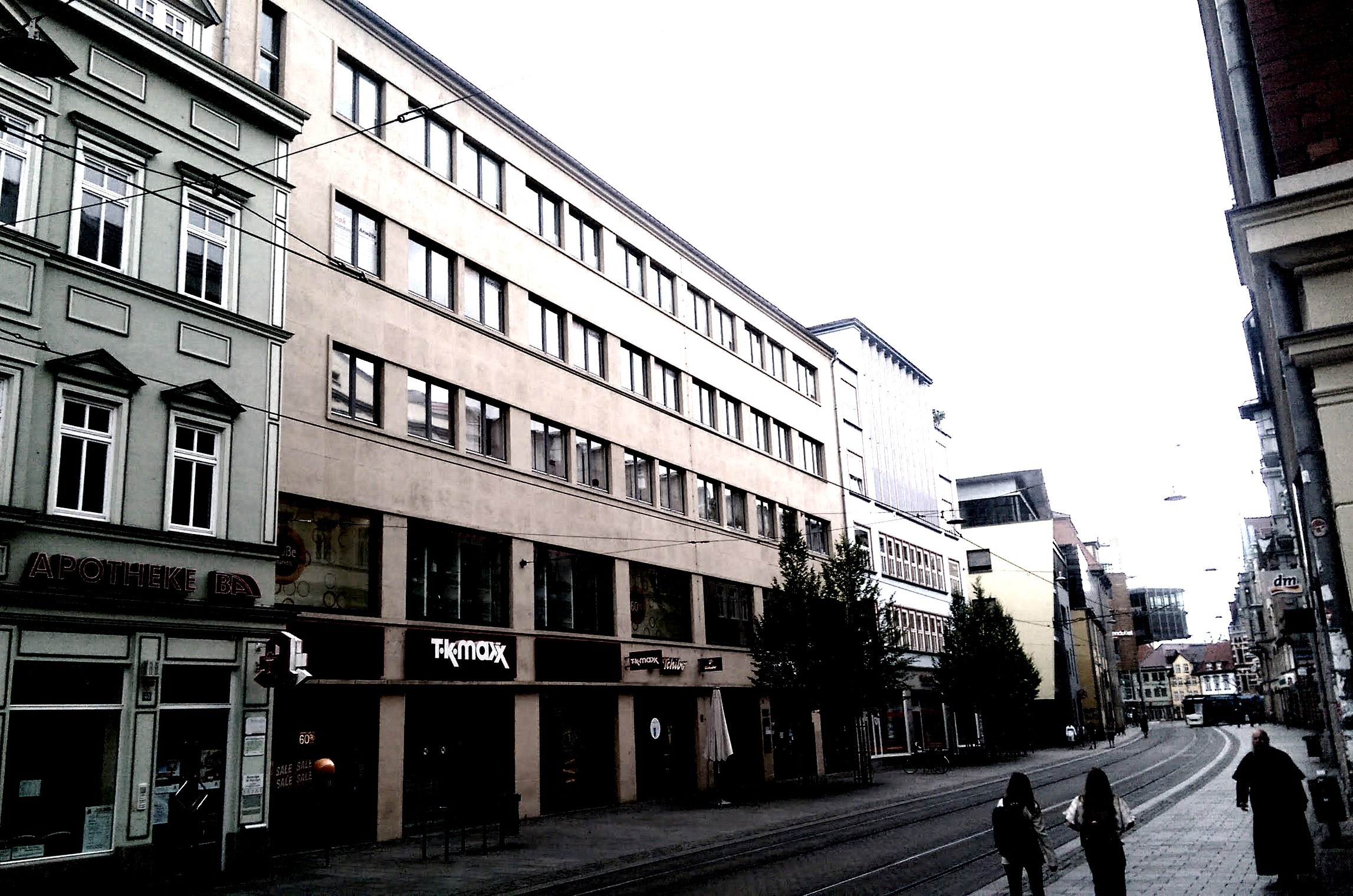
Phönix-Haus (2017)

Das Phönix-Haus war ein Büro- und Geschäftshaus mit Kino in Erfurt, Bahnhofstraße 41–44, dessen Fassade in einen Neubau integriert wurde.

## Geschichte
Die Bahnhofstraße in Erfurt, die vor dem Bau des Bahnhofes nur eine unbedeutende Gasse war, hatte zum Teil bereits im 19. Jahrhundert durch viergeschossige Wohn- und Geschäftshäuser ein ihrer Bedeutung gemäßes großstädtisches Bild bekommen. Der vollständige Umbau der Straße wurde jedoch u. a. durch den Ersten Weltkrieg verhindert, so dass Ende der 1920er-Jahre immer noch einzelne, nur zweigeschossige Fachwerkbauten das Bild mitprägten. Ein Bericht in der Erfurter Rundschau vom April 1929 beanstandete, dass insbesondere die Häuser Bahnhofstraße 41–45 „weit in die Straße vorstoßen und sowohl den Verkehr störend beeinflussen als auch die großstädtische Linie, die man sich für diese Straße wünschte, vermissen lassen.“
Nachdem der Eigentümer des Grundstücks Bahnhofstraße 45 den Architekten Max Brockert mit der Planung eines modernen Bürohauses beauftragt hatte, wurde für die Neubebauung der Grundstücke Nr. 41 bis 44 das Unternehmen „Phönix“ Grundstückserwerbs- und Betriebsgesellschaft m.b.H. gegründet, an dem u. a. die Stadt Erfurt beteiligt war. Sie beauftragte den Weimarer Architekten Ernst Flemming mit den Planungen. Im Laufe des Planungsprozesses entstand ein über alle vier ursprünglich getrennt bebauten Parzellen durchgehender, gegenüber der ursprünglichen Bauflucht um ca. 3 m zurückgesetzter, fünfgeschossiger Baukörper. Das Erdgeschoss enthielt im linken Teil ein modernes Kino, den UFA-Palast, und im rechten ein Ladenlokal. Die Obergeschosse wurden als Büros genutzt. Die Bauweise war durch die Prinzipien des Neuen Bauens geprägt: Stahlbeton-Skelettkonstruktion, durchgehende Fensterbänder, Flachdach und Fassadenverkleidung aus quadratischen Kunststeinelementen. Die filigranen Werbeschriftzüge an der Fassade waren mit Neonbeleuchtung ausgestattet. Mit 1200 Sitzplätzen (850 im Parkett und 350 im Rang) war der UFA-Palast bei seiner Eröffnung 1931 das größte und modernste Kino in Erfurt. 
1939 erfolgte eine Modernisierung des Kinos. In der DDR-Zeit blieb es das wichtigste Kino in Erfurt, wurde 1967 erneut modernisiert und PANORAMA-Filmpalast genannt. Nach der Wende wurde das Gebäude zunächst von der Treuhandanstalt an die UFA-Filmtheaterkette verkauft und 1995 nach Erweiterung und Modernisierung als Multiplex-Kino mit neun Sälen und 1.922 Plätzen wiedereröffnet. 2003 wurden es mit anderen UFA-Kinos von der Kieft-Gruppe übernommen, die bereits in der Nachbarschaft ein Kinozentrum betrieb. Sie ließ es 2006 wegen mangelnder Auslastung schließen. 2008 wurde das Haus weitgehend abgebrochen und als Büro- und Geschäftshaus neu errichtet. Durch Intervention des Denkmalbeirats der Stadt Erfurt konnte zumindest die Fassade erhalten werden.